# محمودآباد (تالش)
محمودآباد ، روستایی از توابع بخش کرگان‌رود شهرستان طوالش در استان گیلان ایران است.

## جمعیت
این روستا در دهستان لیسار قرار دارد و براساس سرشماری مرکز آمار ایران در سال ۱۳۸۵، جمعیت آن ۶۲۰ نفر (۱۶۰خانوار) بوده‌است.